# Carrie Mathison
Carrie Mathison es un personaje ficticio y protagonista de la serie estadounidense de suspenso dramático Homeland, creada por Alex Gansa y Howard Gordon. Es interpretada por la actriz Claire Danes. Carrie es una oficial de la CIA que, mientras estaba en una misión en Irak, supo por un activo de la CIA que un prisionero de guerra estadounidense había cambiado de bando y ahora está a favor de al-Qaeda. Después de que un sargento del Cuerpo de Marines de los Estados Unidos llamado Nicholas Brody es rescatado luego de haber estado 8 años en cautiverio, Carrie cree que él es el prisionero de guerra del que le habían informado. La investigación de Carrie se complica debido a que sufre trastorno bipolar, lo que convierte a Brody en una obsesión para ella.
Por su actuación interpretando al personaje, Claire Danes ha recibido varios premios importantes, incluido el Primetime Emmy a la mejor actriz - Serie dramática, el Globo de Oro a la mejor actriz de serie de televisión - Drama, el Premio del Sindicato de Actores a la mejor actriz de televisión - Drama, el Premio Satellite a la mejor actriz de serie de televisión - Drama y el Premio TCA por logro individual en drama, además de haber sido nominada en numerosas ocasiones. Ella es la segunda actriz en ganar los cinco premios principales de actuación en televisión por su desempeño en las categorías de actriz protagonista en drama.

## Desarrollo del personaje
Cuando los co-creadores de Homeland, Howard Gordon y Alex Gansa, presentaron el programa a las cadenas de televisión, buscando alguna interesada en producir la serie, el personaje de Carrie Mathison era descrito como una oficial de la CIA bastante estricta y seria. Al no conseguirlo, se trasladaron a los canales de cable y pudieron experimentar con personajes principales más complejos y defectuosos. Por lo que le dieron a Carrie el trastorno bipolar y la convirtieron en una narradora poco fiable. Al canal Showtime le agradó la versión más inestable del personaje y finalmente aseguraron los derechos del programa.
Desde la concepción inicial del personaje, Gordon y Gansa apuntaron a que Claire Danes sea quien interprete a Carrie. El dúo quedó muy impresionado con su destreza como actriz, especialmente en My So-Called Life y Temple Grandin, pero se mostraron escépticos sobre si ella aceptaría un papel televisivo. De hecho, Danes no necesariamente buscaba regresar a la televisión, pero encontró que el guion y el personaje eran muy convincentes. Además, le atrajo la oportunidad de ser parte del "renacimiento" de dramas de alta calidad en la televisión por cable.
Para prepararse para el papel, Danes tuvo que aprender mucho sobre la CIA, así como los matices de interpretar a alguien con trastorno bipolar. La investigación personal de Danes sobre la CIA tocó temas como su cultura interna, la política de la agencia y las implicaciones de ser una agente femenina. También se le concedió acceso a la sede de la CIA en Langley, Virginia, y pudo consultar personalmente con la mujer oficial de la CIA en la que se basaba libremente el personaje de Carrie Mathison.

## Biografía

### Historia
Carrie Anne Mathison era una estudiante del idioma árabe en la Universidad de Princeton, donde fue reclutada para ser parte de la CIA por el veterano oficial Saul Berenson (Mandy Patinkin). Carrie desarrolló una estrecha relación de trabajo con Saul y, se presume, que tuvo una relación sexual con su futuro jefe, el director de la CIA David Estes (David Harewood), lo que contribuyó a la ruptura del matrimonio de este último. A los 22 años y estando en la universidad, Carrie fue diagnosticada con trastorno bipolar, por lo que en secreto comenzó a tomar clozapina, suministrada por su hermana mayor Maggie (Amy Hargreaves).
Como agente de campo en Irak, Carrie se infiltró en una prisión para encontrarse con un activo de la CIA encarcelado llamado Hasan Ibrahim, quien afirmó que tenía información sobre un inminente ataque terrorista en los Estados Unidos. Momentos antes de su ejecución, Hasan le dijo a Carrie que un prisionero de guerra estadounidense fue convertido por el famoso terrorista de al-Qaeda Abu Nazir (Navid Negahban). Los tratos sin autorización de Carrie con Hasan llevaron a un incidente internacional, lo que provocó que Estes fuera reasignado al Centro Contraterrorismo de la CIA en Langley, Virginia.

## Recepción

### Críticas
Hank Stuever de The Washington Post en su resumen televisivo de segunda mitad de 2011 dijo que Carrie Mathison era "fácilmente el personaje femenino más fuerte de esta temporada". Emily VanDerWerff de The A.V. Club llamó a Carrie "mi nuevo personaje favorito de esta temporada de televisión", y señaló la forma en que ataca todo con un abandono imprudente.
En noviembre de 2011, The Atlantic nombró a Carrie Mathison como uno de los mejores personajes de la televisión, llamándola "el pensante Jack Bauer", y luego dijo: "Ambos apoyamos la seguridad de Carrie y nos desanimamos por su descarado, errático, y ocasional comportamiento imprudente".
En la lista de Digital Spy de los 25 mejores personajes de TV de 2012, Carrie Mathison ocupó el puesto #2.

## Premios
Por su interpretación de Carrie Mathison en la temporada de estreno de Homeland, Claire Danes recibió el Premio Primetime Emmy a la mejor actriz principal en una serie dramática. También ganó el Premio Globo de Oro a la mejor actriz de serie de televisión - drama, el Premio TCA al logro individual en drama, el Premio Critics 'Choice Television a la mejor actriz en serie de drama, y el Premio Satellite a la Mejor actriz de serie dramática.
Para la segunda temporada de Homeland, Danes repitió sus victorias por el Premio Primetime Emmy a la mejor actriz principal en una serie dramática, el Premio Globo de Oro a la mejor actriz de serie de televisión - Drama y el Premio Satellite a la Mejor actriz de serie dramática. Además, ganó el Premio del Sindicato de Actores a la mejor actriz de televisión - Drama.